# 10169 Ogasawara
10169 Ogasawara (1995 DK) là một tiểu hành tinh vành đai chính được phát hiện ngày 21 tháng 2 năm 1995 bởi T. Kobayashi ở Oizumi.